# Xenopipo
Xenopipo és un gènere d'ocells de la família dels píprids (Pipridae). Agrupa dues espècies natives d'Amèrica del Sud, les àrees de distribució de les quals es troben des dels tepuies de Guyana, sud de Veneçuela i nord del Brasil, i de forma discontinua, per l'est de Colòmbia, Perú, fins al nord-est de Bolívia i sud de l'Amazònia brasilera.

## Decripció
Les dues espècies d'aquest gènere són petites, mesurant 12 i 14 cm de longitud, de cua força llargua, un (X. atronitens), enterament negre blavós brillant (el mascle) i l'altre (X. uniformis), uniformement color oliva fosc; les femelles són semblants. Molt discrets i furtius, habiten al sotabosc de les selves de Guayana i l'Aamazònia. Són molt callades i les exhibicions que fan són mínimes (si en realitat és que en fan cap), a diferència d'altres membres de la família.

## Llistat d'espècies
L'espècie Xenopipo uniformis era anteriorment col·locada al costat de les actuals Cryptopipo holochlora, Chloropipo flavicapilla i Chloropipo unicolor tots junts a Chloropipo. Prum (1992) els va col·locar a tots en el gènere Xenopipo al costat de l'espècie tipus Xenopipo atronitens. Els estudis d'Ohlson et al. (2013) van trobar que Chloropipo i l'àmpliament definit Xenopipo eren polifilètics i van descriure un nou gènere, Cryptopipo, per a l'anteriorment anomenat Xenopipo holochlora, les dades del qual van demostrar ser més propera a Lepidothrix que als gèneres anteriors; també van ressuscitar Chloropipo per a flavicapilla i unicolor, i van retenir uniformis a Xenopipo amb X. atronitens. Les propostes van ser aprovades en l'àmplia Proposta N° 591 al Comitè de Classificació de Sud-americà (SACC), que va redefinir la seqüència lineal de tota la família Pipridae.
Els estudis de filogènia molecular de Tello et al (2009) i McKay et al (2010), van verificar l'existència de dos clades ben diferenciats dins de la família Pipridae: una subfamília anomenda Neopelminae (Tello, Moyle, Marchese & Cracraft, 2009) agrupant els manaquís més semblants als tirànids dels gèneres Neopelma i Tyranneutes; i els altres gèneres anomenats «manaquís pròpiament dits», incloent-hi el present Xenopipo, en un clade monofilètic Piprinae (Rafinesque, 1815). Això va ser plenament confirmat pels amplis estudis de filogènia molecular dels passeriformes suboscines realitzats per Ohlson et al (2013).
El Comitè de Classificació de Sud-americà (SACC) adopta aquesta última divisió i seqüència lineal dels gèneres, a partir de l'aprovació de la Proposta N° 591. La classificació Clements Checklist v.2017, el IOC, l'HBW, BLI i el Comitè Brasiler de Registres Ornitològics (CBRO) divideix en tres subfamílies, seguint Tello et al. (2009), i col·loca el present en una subfamília Llicurinae (Reichenbach, 1850).
El nom genèric Xenopipo es compon de la paraula del grec antic «xens» que significa “estrany”, i del llatí «pipō» que designa un “pica-pal” o “fuster”, però Cabanis va igualar aquest terme a «pipra»,“ocell no identificat”.
Segons la Classificació del Congrés Ornitològic Internacional (versió 15.1, 2025) aquest gènere està format per dues espècies:
- Xenopipo uniformis - manaquí olivaci.
- Xenopipo atronitens - manaquí negre.

## Rreferències
1. ↑  «2024 Citation & Downloadable Checklists».   Clements Checklist. [Consulta: 9 abril 2025].
2. ↑  Ridgely, Robert S.; Tudor, Guy. Field guide to the songbirds of South America: the passerines. 1. ed.  Austin, TX: Univ. of Texas Press, 2009, p. 492-493, làmines 64(10-11). ISBN 978-0-292-71748-0 [Consulta: 9 abril 2025].
3. ↑  Prum, R.O. «Syringeal morphology, phylogeny, and evolution of the Neotropical manakins (Aves: Pipridae)» p. 1-65.   American Museum Novitates, 1992. [Consulta: 8 abril 2025].
4. 1 2  Ohlson, Jan I.; Irestedt, Martin; Ericson, Per G. P.; Fjeldså, Jon «Phylogeny and classification of the New World suboscines (Aves, Passeriformes)». Zootaxa, 3613, 1, 07-02-2013. DOI: 10.11646/zootaxa.3613.1.1. ISSN: 1175-5334.
5. ↑  «Proposal 591: Revise the classification of the Pipridae».   South American Classification Committee. [Consulta: 8 abril 2025].
6. ↑  Tello, Jose G.; Moyle, Robert G.; Marchese, Daniel J.; Cracraft, Joel «Phylogeny and phylogenetic classification of the tyrant flycatchers, cotingas, manakins, and their allies (Aves: Tyrannides)» (en anglès). Cladistics, 25, 5, 10-2009, pàg. 429–467. DOI: 10.1111/j.1096-0031.2009.00254.x. ISSN: 0748-3007.
7. ↑  McKay, Bailey D.; Barker, F. Keith; Mays, Herman L.; Doucet, Stéphanie M.; Hill, Geoffrey E. «A molecular phylogenetic hypothesis for the manakins (Aves: Pipridae)» (en anglès). Molecular Phylogenetics and Evolution, 55, 2, 5-2010, pàg. 733–737. DOI: 10.1016/j.ympev.2010.02.024.
8. ↑  «Proposal 591: Revise the classification of the Pipridae».   South American Classification Committee. [Consulta: 7 abril 2025].
9. ↑  «2017 Citation & Downloadable Checklists».   Clements Checklist. [Consulta: 7 abril 2025].
10. 1 2  Gill, Frank; Donsker, David. «Cotingas, manakins, tityras, becards – IOC World Bird List» (en anglès).   IOC World Bird List v15.1, 20-02-2025. [Consulta: 9 abril 2025].
11. ↑  «Handbook of the Birds of the World and BirdLife International v9» (en anglès).   HBW and BirdLife International, 2024. [Consulta: 7 abril 2025].
12. ↑  «Xenopipo» (en anglès).   BirdLife DataZone. [Consulta: 7 abril 2025].
13. ↑  Piacentini, Vítor de Q.; Aleixo, Alexandre; Agne, Carlos Eduardo; Maurício, Giovanni Nachtigall; Pacheco, José Fernando «Annotated checklist of the birds of Brazil by the Brazilian Ornithological Records Committee / Lista comentada das aves do Brasil pelo Comitê Brasileiro de Registros Ornitológicos». Revista Brasileira de Ornitologia - Brazilian Journal of Ornithology, 23, 2, 31-12-2015, pàg. 90–298. ISSN: 2178-7875.
14. ↑  Jobling, James A. The Helm Dictionary of Scientific Bird Names: From Aalge to Zusii.  Londres: Christopher Helm, 2010, p. 410. ISBN 978-1-4081-2501-4 [Consulta: 9 abril 2025].